# Vågeni csata

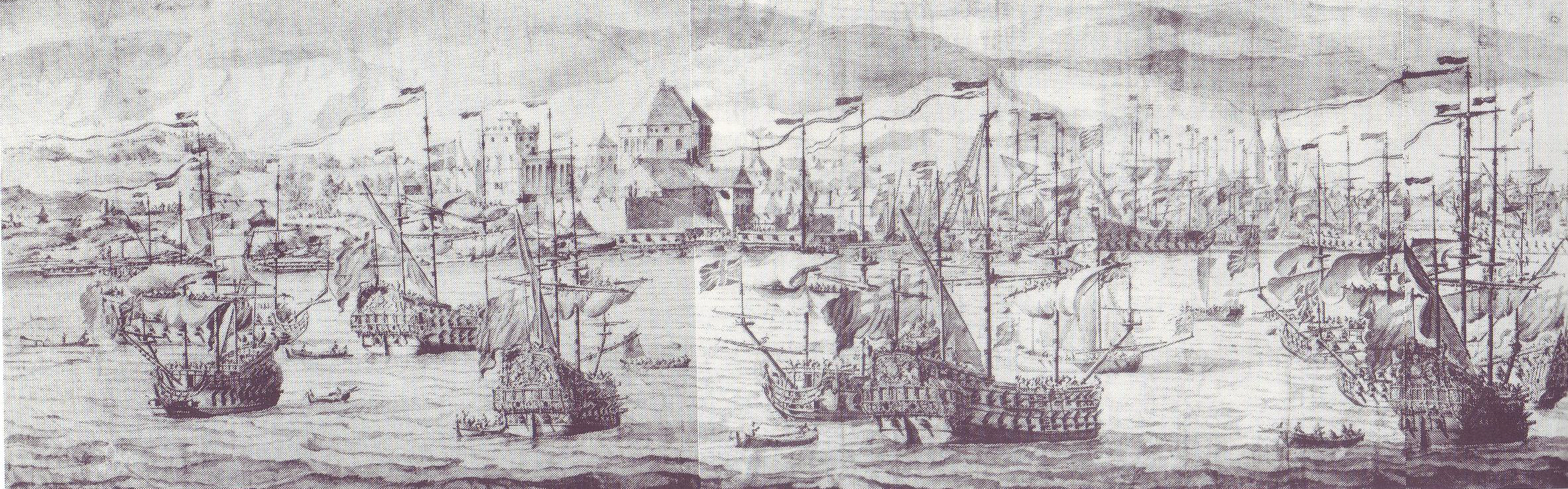
id. Willem van de Velde (1665–1693 között): Az angol flotta megérkezik a norvég partokhoz (tusrajz). Rotterdam, Museum Boijmans Van Beuningen

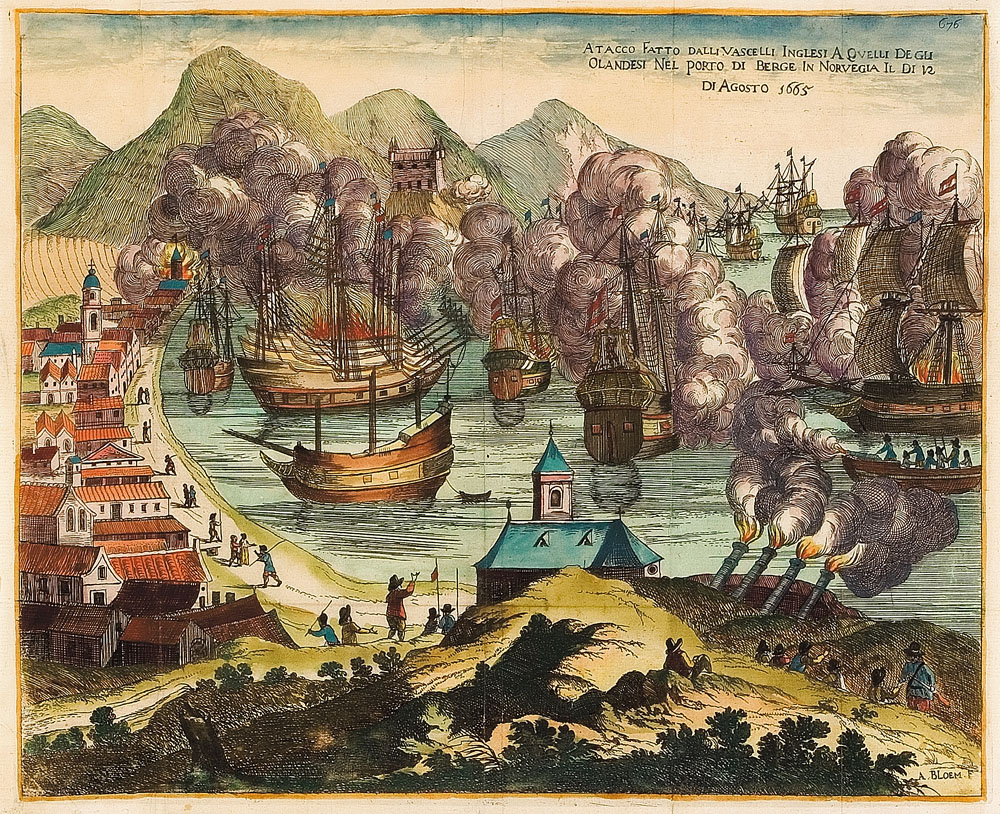
Arnold Bloem: A vågeni csata — rézmetszet(?), kézzel színezett változat

A vågeni csatát 1665. augusztus 12-én (az akkor érvényes Julianus-naptár szerint augusztus 2-án) vívta a támadó angol hajóraj a Vågen-öbölben (Bergen kikötőjében) védekező holland fűszerflottával. A hollandok oldalán beavatkoztak a küzdelembe a norvég partvédő erődítmények. A csata a támadók vereségével zárult: bár egy hajójuk se süllyedt el, több is súlyosan megrongálódott és sok embert vesztettek.
A cikk szövegében a dátumokat a Julianus-naptár szerint adtuk meg. A napjainkban érvényes Gergely-naptár szerinti időpontokhoz ezekhez tíz napot hozzá kell adni. Tehát a csatát a Julianus-naptár szerint augusztus 2-án, a Gergely-naptár szerint augusztus 12-én vívták.

## Előzmények
Az 1665-ben kirobbant 2. angol–holland háború első nagy tengeri ütközetében, az 1665. június 13-án vívott lowestofti csatában az angol hajóhad a Jakab yorki herceg (trónörökös) alatt tönkreverte a döntő hibákat elkövető Jacob van Wassenaer Obdam vezette holland flottát. Jakab nem aknázta ki a győzelmet; nem üldözte a szétszórt és zömmel sérült holland hajókat; ennek ellenére az év hátralevő részében az Északi-tenger egyértelmű urai az angolok maradtak.

## A holland flották mozgása

### de Ruyter
A hollandok még 1664 végén kiküldtek Michiel de Ruyter parancsnoksága alatt egy hajórajt az angolok által elfoglalt gyarmataik (Guinea és Új-Amszterdam, a mai New York) megsegítésére. De Ruyter Guinea visszafoglalása után Amerikába indult. Lerohanta Barbados szigetét, lerombolta a kikötőt és a hajóépítő műhelyt, majd északnak vette útját. Új-Amszterdam felé hajózva tudta meg, hogy kitört a második angol–holland háború, és őt visszarendelik a hazai vizekre. Mielőtt visszatért volna, még gyorsan kifosztotta Új-Fundlandot. Augusztus 6-án futott be hajóival Delfzijl kikötőjébe, ahol lelkesült tömegek fogadták. Johan de Witt ezután őt kérte fel az egyesült holland flotta főparancsnokának.

### VOC
A holland flotta újjáépítése és általában a háború finanszírozása szempontjából alapvetően fontossá vált, hogy a Holland Kelet-indiai Társaság (VOC) hajórajának sikerüljön hazaszállítania értékes fűszerrakományát Holland Kelet-Indiából. A másik oldalon a holland flotta elfogása nemcsak a hollandokon vágott volna eret, de az angol kincstárat is komoly bevételhez juttatta volna.
A szállítmány főbb tételei:
- 242 t bors,
- közel 190 t szegfűszeg,
- több mint 140 t szerecsendió,
- 55 t szerecsendió-virág,
- közel 230 t fahéj
- több mint 8 t ébenfa,
- több mint 5 t hernyóselyem,
- körülbelül 200 000 vég egyéb szövet,
- 18 151 igazgyöngy
- körülbelül 900 kg indigó,
- 2933 rubin,
- 3084  nyersgyémánt,
- 16 580 porcelántárgy.

A rakomány együttes értéke mintegy 11 millió gulden volt — több mint például a dán korona éves bevétele.
A flotta 1664 karácsonyán indult útnak a tapasztalt Pieter de Bitter parancsnoksága alatt. Ő esélytelennek ítélte az átjutást az angolok ellenőrizte La Manche-on, és a brit szigeteket északról megkerülve, az Északi-tengeren át akart befutni a honi kikötőkbe. Június 29-én egy a vihar szétszórta a hajórajt, ezért a hajók az ilyen esetekre találkozópontnak kijelölt Bergen, a szövetségesnek hitt Dánia–Norvégia legnagyobb északi-tengeri kikötője felé vették az irányt. Bergenbe
- július 19-én érkezett meg az első három hajó:
  - a Kogge jacht (67 972 gulden értékű rakománnyal),
  - a Diemermeer fleute (272 087 gulden értékű rakománnyal) és
  - a Jonge Prins fleute (438 407 gulden értékű rakománnyal).
- A következő tíz napban hét újabb hajó futott be:
  - a Walcheren (346 964 gulden értékű rakománnyal),
  - a Phoenix (297 326 gulden értékű rakománnyal),
  - a Slot Hooningen (386 122 gulden értékű rakománnyal),
  - a Brederode (296 773 gulden értékű rakománnyal),
  - a Rijzende Zon jacht (288 400 gulden értékű rakománnyal),
  - Wapen van Hoorn fleute (300 464 gulden értékű rakománnyal) és
  - az Amstelland fleute (282 785 gulden értékű rakománnyal).

Ezután gyorsan beérkezett a többi is, kivéve a Nieuwenhoven jachtot (77 251 gulden értékű rakománnyal) és az Ooievaar fleutét (300 246 gulden értékű rakománnyal) — ezek Trondheim kikötőjében találtak menedéket. (A Muskaatboom a maga 293 688 gulden értékű rakományával még Madagaszkár partjaihoz közel eltűnt egy viharban.)

## A holland–dán szövetség és kijátszása
Dánia–Norvégia 1658 óta Hollandia stabil szövetségesének számított. Ekkor lépett be ugyanis Hollandia a dánok oldalán az északi háborúba. 1659 februárjában a dánok egy erős holland kötelék segítségével tudták csak megvédeni a svédektől ostromolt Koppenhágát. A Jacob van Wassenaer Obdam tengernagy vezette holland flotta 1656 júliusában Danzigot mentette fel, majd Obdam helyettese, Michiel de Ruyter visszafoglalta a dánoknak Nyborg városát Fyn szigetén.
A két ország a háború után is több szerződéssel erősítette meg barátságát, és a holland hajósok teljes joggal gondolták, hogy biztonságban lesznek a norvég kikötőkben.
A fűszerflotta rakománya azonban túl értékes volt; ennek a csábításnak III. Frigyes dán király nem tudott ellenállni. George Downing koppenhágai angol nagykövet július 22-én tudta meg egy rostocki kereskedőtől, hogy a VOC flottája Bergenbe érkezik, és haladéktalanul jelentette ezt királyának. Július 30-án egy oostendei illetőségű kereskedőhajó újabb holland hajók Bergenbe érkezéséről számolt be; ekkor az angol király úgy döntött, hogy megállapodik a dánokkal, és közösen elfogják a holland hajókat.
Augusztus 5-én II. Károly személyes, rendkívüli és meghatalmazott követe, sir Gilbert Talbot  titkos szóbeli megállapodást kötött III. Frigyessel. Frigyes vállalta, hogy nem akadályozza az angol flotta támadását, és a zsákmányt a két uralkodó megfelezi — tehát a bevétel nem az államkincstárat, hanem a királyok magánvagyonát gyarapítja. Ezután:
1.      Frigyes parancsot küldött Claus von Ahlefeldt városparancsnoknak, hogy tiltakozzon az angol támadás ellen, de ne tegyen ellene semmit.
2.      II. Károly egy titkos megbeszélésen személyesen utasította lord Sandwichet a „magánakció” megszervezésére. Ennek sikere érdekében a lord az elfogó hajórajhoz afféle komisszárnak kinevezte hasonnevű unokaöccsét, az udvaronc és kalandor Edward Montagút.

## Az angol flották mozgása
A lowestofti győzelem után elkövetett mulasztásai miatt II. Károly leváltotta a flotta főparancsnokának tisztéről fiát, a yorki herceget. A főparancsnok tisztét megosztotta George Monck és Rupert herceg között — ők régi ismerősök voltak még abból az időből, amikor Monck Cromwell egyik „tengeri tábornoka” volt, Rupert herceg pedig magánflottája élén a köztársaság ellen küzdött. Kölcsönösen becsülték egymást; mindvégig kiválóan együttműködtek.
Július elején az angolok megtudták, hog de Ruyter Amerikából hazatérő hajóraja megérkezett Skócia nyugati partjaihoz, és a déli úton kíván hazatérni. Ezért jelentős erőket vontak össze Északi-tengeren, a La Manche-tól nem messze, hogy rajtaüthessenek. Ennek a flottának a parancsnoka az az Edward Montagu (Sandwich 1. grófja) lett, aki korábban a lowestofti csatában az angol utóvédet vezette. A király titkos megbeszélésükön utasította lord Sandwichet a Bergenben gyülekező fűszerflotta elfogására. Montagu ezért  július 27-én haditanácsot hívott össze. Thomas Teddeman ellentengernagy parancsnoksága alatt elkülönített egy nagyobb hajórajt és Bergenbe küldte, hogy az ott gyülekező holland hajókat fogja el vagy legalább tartóztassa föl. A zökkenőmentes ügymenet és a király által igényelt titkosság biztosítására személyes bizalmasaként kinevezte Teddeman mellé hasonnevű unokaöccsét, az udvaronc és kalandor Edward Montagút.
Ő maga lesállásában várta de Ruytert (úgy ítélték meg a királlyal, hogy ha a teljes flottát vinné, az akciót nem tudnák eltitkolni), de nem kapott újabb híreket a hollandokról, ezért ők gond nélkül hazatértek.
Thomas Teddeman flottillája eredetileg 22 hajót számlált. Meglehetősen laza kötelékben, nagy területen szétszóródva igyekeztek céljuk felé, és a hátul haladó nyolc hajót egy hirtelen, erős szél északnak sodorta. Nem tudták tartani a kijelölt irányt, és elszakadtak a többiektől. Közülük valószínűleg csak egy tudott időben csatlakozni a többiekhez — legalábbis erre utal, hogy Teddemannek a harc kezdetén 15 hadihajója (és két gyújtóhajója) volt.
Az angol parancsnokot arra utasították, hogy a lehető leggyorsabban és erőteljesebben járjon el. Így vélték elkerülhetőnek a fő flotta beavatkozását, ami veszélyeztette volna a titoktartást. Az angol–dán megállapodás után küldtek neki egy másik parancsot is, hogy halassza el a támadást addig, amíg a partvédő erők meg nem kapják a dán király parancsát — ez azonban nem jutott el hozzá, mert a hírnököt a hollandok elfogták (és ebből megtudták, hogy mit terveznek az angolok).
Az angolok érkezése nem volt túl szerencsés. Augusztus 1-én este hatkor értek Bergen elé, hogy elzárják az öböl bejáratát. Mivel nem ismerték a kikötőt és értelemszerűen révkalauzuk se volt, zászlóshajójuk, a Revenge zátonyra futott a Nordnes-fokon, és csak nagy munkával tudták onnan levontatni.

## Előkészületek
Mihelyst úrrá tudott lenni az érkezéssel járó kavarodáson, Teddeman a partra küldte Edward Montagút, hogy tárgyaljon a norvégokkal. Nagy csalódására a dán parancsnokok nem voltak hajlandók együttműködni, mivel nem kaptak erre parancsot királyuktól. Az eredménytelen egyeztetésről Montagu hajnali 4 órakor tért vissza, és Teddeman azonnal újra partra küldte, hogy most már az erő pozíciójából fenyegesse meg a makacskodó norvégokat. Montagu erősen elragadtatta magát és azt állította, hogy az angol flottának 2000 ágyúja és 6000 embere van, amivel nem keltett nagy hatást, tapasztalt, norvég tengerészek tisztában voltak vele, hogy a valós érték ennek körülbelül harmada. Még ennyi hitelt sem adtak szavainak, amikor a térdszalagrendet ígérte von Ahlefeldt városparancsnoknak, ha hajlandó együttműködni.
Amikor ismét elutasították, Montagu végigcsónakázott a holland hajósor előtt, hogy megtekintse az előkészületeket. A kikötő semlegességét formálisan tiszteletben tartó hollandok eljátszották neki a Wilhelmust (a hollandia himnuszt), és háromszor fehér füsttel tisztelegtek előtte.
Eközben az angol hajókról tömegesen szálltak partra a tengerészek, és megfélemlítették a lakosságot; sok polgár elmenekült.
De Bitter sietve visszahívta a városból a holland tengerészeket. Mivel közülük kevésnek volt elegendő harci tapasztalata — ráadásul sokan még csak nem is hollandok voltak — a harci kedvet azzal emelte, hogy győzelem esetére háromhavi extra bért ígért. Az ilyen ígéretek a holland törvények szerint kötelező erejűek voltak, tehát a bejelentést lelkesen fogadták. Ezután de Bitter a könnyebb hajókról több ezer matrózt az erődök megsegítésére küldött, nehogy az angolok partra szállva hátbatámadják a szárazföld felől védtelen állásokat.

## A résztvevő erők és hadrendjeik
A partvédő ütegeket a két erődben — az északi Bergenhusban és a déli Sverresborgban helyezték el. Ezek parancsnoka a hivatásos katona luxemburgi Johan Caspar von Cicignon vezérőrnagy volt. Claus von Ahlefeldt városparancsnok parancsát követve elrendelte, hogy amíg valami rendkívüli esemény nem történik, az erődök ne avatkozzanak a küzdelembe. Ahlefeldt hallott némely pletykákat a két király titkos egyezségéről, de semmilyen parancsot nem kapott, és eldöntötte, hogy szigorúan ragaszkodik az érvényes szerződésekhez. Ezek bármely nemzet öt hadihajójának megengedték a kikötést, és Ahlefeldt közölte Cicignonnal, hogy ennél egy darabbal több angol hajó beúszását se engedi.
Mivel az öböl bejárata mindössze 400 m széles, az angolok csak hét hajót tudtak eléállítani. Ezek északról délre sorban
- a Prudent Mary,
- a Breda,
- a Foresight,
- a Bendish,
- a Happy Return,
- a Sapphire és
- a Pembroke

voltak. A többiek ágyúit a partvédő ütegek felé fordították.
A csata után sokat kritizálták Teddeman helytelen döntéseit. Tán a legtöbb bírálatot azért kapta, mert zászlóshajóját, a Revenge-et (ez volt az angol flotilla legnagyobb és legtöbb ágyút hordozó hajója) nem állította a frontvonalba, hanem amögött helyezte el.
A holland hajókat a Diemermeer és az Amstelland kivételével felfegyverezték, mivel a VOC hajóinak többsége kettős célú, azaz hadi célokra is használható kereskedőhajó volt. Hét legnehezebb hajójukat:
- Slot Hooningen,
- Catharina,
- Walcheren
- Jonge Prins
- Wapen van Hoorn,
- Gulden Phenix,
- Brederode

az angolokkal szemben állították fel; mögöttük foglalt helyet a Rijzende Zon és három kisebb hajó. A többi, gyengébben felfegyverzett egységet a harcvonaltól messzebb, a part mentén zsúfolták össze.
| Egyesült Tartományok |                              |         |             |
| Hajó neve            | Kapitány                     | Ágyú    | Megjegyzés  |
| Slot Hooningen       | Herman de Ruyter             | 60      |             |
| Catharina            | Ruth Maximilian              | 40      | Ran aground |
| Walcheren            | Pieter de Bitter             | 60 – 70 |             |
| Jonge Prins          | Jacob Jochemszoon            | 60 – 66 |             |
| Gulden Phenix        | Jacob Burckhorst             | 65      |             |
| Rijzende Zon         | Unknown                      | 50      |             |
| Kogge                | Luyt Pieterszoon             | 45      |             |
| Wapen van Hoorn      | Pieter Willemszoon van Weesp | 60 – 66 |             |
| Anglia               |                              |         |             |
| Hajó neve            | Kapitány                     | Ágyú    | Megjegyzés  |
| Prudent Mary         | Thomas Haward                | 28      |             |
| Breda                | Thomas Seale                 | 40 – 48 |             |
| Foresight            | Packington Brooks            | 34 – 48 |             |
| Bendish              | Robert Taylor                | 42      |             |
| Happy Return         | James Lambert                | 52      |             |
| Sapphire             | Thomas Elliot                | 36 – 40 |             |
| Pembroke             | Richard Cotton               | 22 – 34 |             |
| Guernsey             | John Utber                   | 22 – 30 |             |
| Revenge              | Thomas Teddiman              | 60      |             |
| Golden Lion          | William Dale                 | 42      |             |
| Society              | Ralph Lascelles              | 44      |             |
| Norwich              | John Wetwang                 | 24 – 30 |             |
| Guinea               | Thomas Room Coyle            | 34 – 40 |             |

Az angol flotta 600 ágyúja és 2000 embere mellett szinte eltörpült a norvég partvédelem 125 ágyúja és mindössze 200–300 katonája, ezt azonban némileg ellensúlyozta, hogy az angol hajóknak kedvezőtlen pozícióból kellett tüzelniük — ha a norvégok harcba avatkoznak.
A hollandokkal szemben se volt egyértelmű az angolok fölénye — olyannyira, hogy a nagy holland kereskedőhajók tűzereje az angol fregattokénál akár némileg még nagyobb is lehetett.

## A csata

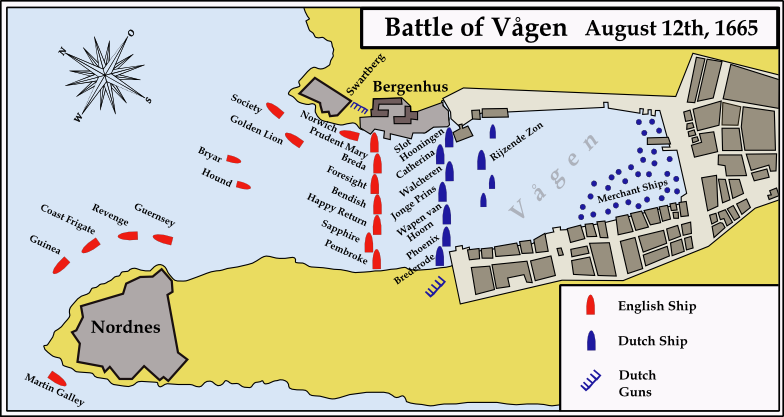
A csata résztvevői és a hadrendek (a „Dutch Guns” felirattal jelölt partvédő ütegeket a hollandok a csata után telepítették)

A csata napján heves, délies szél fújt és esett az eső. Hajnalban az angolok riadót fújtak, és ez a hollandok számára is egyértelművé tette, hogy hamarosan kezdődik a harc. Az első ágyúlövések reggel 6 órakor dördültek el; a norvégok egyelőre nem avatkoztak a két flotta küzdelmébe.
Az angoloknak széllel szemben kellett lőniük — ez elvileg növelte a hatótávolságot, de az angol tüzérek túlkompenzálták a szél hatását, és legtöbb lövésük túl rövidre sikeredett. A szél visszafújta az angol ágyúk füstjét a hajókra, és az így elvakított angolok nem látták, hogy találnak-e, tehát nem korrigálták a lőtávot. Egy, a Slot Honingenre célzott és eltévedt angol lövedék a partvédő erődbe csapódott, és négy katonát megölt. Johan Caspar von Cicignon elrendelte, hogy viszonozzák a tüzet, és a norvégok tüzet nyitottak az angol flottára.
Az öntelt Teddeman az értékes rakomány megőrzése érdekében úgy döntött, hogy gyújtóhajóit nem veti be. Úgy vélte, hogy a hollandok morálja gyorsan megtörik, ellenállásuk összeroppan. Amikor ez nem történt meg, újabb hibát követett el azzal, hogy késve reagált. A frontvonalba állított hajókat csak akkor rendelte vissza, amikor már mindegyikük kapitánya elesett, maguk a hajók pedig súlyosan megrongálódtak. Egyes hajók pánikba esett legénysége elvágta a horgonyköteleket, másoknak újra le kellett horgonyozniuk, amíg le nem vágták a törött árbócok kötélzetét, különben felborultak volna azok súlya miatt — közben a hollandok folyamatosan lőtték őket. Egy túl magasra irányzott holland ágyúgolyó megölte a Revenge fedélzetén, a frontvonal mögött álló Edward Montagút. Az angolok reggel 10 körül kénytelenek voltak visszavonulni a Bergentől nem messze fekvő Herdla kikötőjébe, hogy rendbeszedjék magukat.

## Következmények
A csatában a norvégok nyolc katonát vesztettek az erődökben és tíz polgárt a városban.
Ahlefeldt hat nappal a csata után, augusztus 8-án kapta meg a király együttműködésre szólító parancsát. Mivel a holland kereskedő hajók még mindig Bergenben voltak, Ahlefeldt másnap felkereste a Herdlában álló angol flottát, hogy megpróbálja helyrehozni a károkat. Megígérte, hogy ha újra megtámadják a hollandokat, az erődök nem fognak beavatkozni. az erőd beavatkozása nélkül. Teddeman (akihez közben csatlakoztak a korábban elszakadt hajók) nem fogadhatta el ezt az ajánlatot, mert nem tudta harcképes állapotba hozni hajóit a holland flotta kifutása előtt. Ráadásul Ahlefeldt arra nem volt hajlandó, hogy maga is tüzet nyisson a hollandokra, akik csata utáni napokban a hollandok erősen megerősítették helyzetüket: az öböl bejáratát védőlánccal zárták el és száz ágyút telepítettek szárazföldi lőállásokba az erődítmények mellett.
Teddeman augusztus 10-én indult el, hogy újra találkozzon a fő flottával — lord Sandwich azonban megtudta, hogy de Ruyternek sikerült az orra előtt befutnia a holland kikötőkbe, ezért már augusztus 6-án elhagyta a lesállást, hogy a honi kikötőkben utánpótlást vételezzen. Teddeman augusztus 18-án, Flamborough Head mellett találkozott lord Sandwichcsel. Solebay-nél augusztus 22–28 között feltöltötték készleteiket, majd újra kifutottak.
De Ruyter megkapta saját hajóraja és a holland fő flotta maradéka mellé a kijavított és az időközben épített hajókat. Ez a flotta nagyobb volt bármely elődjénél:
- 93 sorhajó,
- 20 jacht,
- 12 gyújtóhajó,
- 15 051 matróz,
- 4583 tengerészgyalogos,
- 4337 ágyú.

Ezzel a példátlan erővel augusztus 19-én érkezett meg Bergenbe. Augusztus 23-án ismét kifutott, hogy hajóival fedezze a kereskedelmi flotta tervezett menekülőútját, de a viharos idő miatt két nap múlva vissza kellett térnie. A kereskedő flotta végül augusztus 29-én hagyta el a kikötőt — és másnap akkora viharba keveredtek, amely teljesen szétszórta a 184 hajót A vihar szeptember 1-én délutánig tartott, és mire alábbhagyott, de Ruyternek csak 37 hadi- és nyolc kereskedő hajója maradt. A tőle keletre hajózó lord Sandwichnek szeptember 3-án sikerült elfognia és négy hadihajót (Zevenwolden, Westvriesland, Groningen és Hoop) és ami még fontosabb, a VOC két nagy hajóját is (a Slot Hooningent és Gulden Phenixet); ezeket később a a Medway-i rajtaütésben vesztették el újra. Ezután hamis híreket kapott arról, hogy de Ruyter a holland fő flottával tőle keletre hajózik, ezért nyugatnak vonult vissza, hogy biztonságba helyezze zsákmányát — kevésen múlott, hogy elkerülték egymást. Ezért a döntéséért utólag többen komolyan megbírálták: a kritikusok szerint elvesztegetett egy kiváló alkalmat a hollandok főerőinek megsemmisítésére vagy legalább újabb kincses hajók elfogására. Szeptember 9-én azonban elfogott egy második rajt is a VOC újabb két hajójával, négy sor hajóval és hét fleute típusú haditengerészeti teherszállítóval. Üldözőbe vett még egy, 30 hajóból álló rajt, de azoknak sikerült bemenekülniük a fríz szigetek közötti sekélyesbe. A többi holland hajó sikeresen visszatért Hollandiába.
A csata elvesztése az angolok számára több volt egyszerű katonai vereségnél; eredményét a legjobban úgy összegezhetnénk, hogy a hollandoknak lett pénzük a háború folytatására, nekik meg nem. Ezt a döntő kudarcot kissé enyhítette, hogy a VOC két fűszerszállítóját azért sikerült elfogni, miután a vihar szétszórta a holland flottát. A király lord Sandwichet tette felelőssé a vereségért; a lord kiesett az uralkodó kegyeiből.
Amint erről Samuel Pepys szeptember 18-i naplóbejegyzéséből értesülünk, lord Sandwich nem tudott szabadulni a gondolattól, hogy a dán király csúnyán becsapta. Miután visszaérkezett hajóival a Temzére, titokban (de lehet, hogy uralkodójának hallgatólagos beleegyezésével) megdézsmálta az elfogott hajók rakományát, és az árut a feketepiacon értékesítette. A bevételből magának 4000 £-ot tartott meg, a többit kilenc főtisztje között osztotta szét. Amikor erre a stiklire fény derült, és a királynak be kellett őt vádolnia, a lord azzal védekezett, hogy az 500 000 £ értékű zsákmánynak csak egy kis töredékét vették el. Az elfogott hajókat meglátogató Samuel Pepyst — amint ezt november 16-án föl is jegyezte naplójába — valósággal megdöbbentette azok gazdagsága.
Az angol–dán viszony fokozatos romlásának hatására a hollandok azzal erősítettek rá, hogy jelentős anyagi támogatást adtak Dániának. Ezek együttes eredményeként 1666 februárjában Dánia a hollandok oldalán belépett a háborúba, és hadat üzent Angliának.
Pieter de Bittert megkapta a Staten-Generaal (a szövetségi parlament) nagy aranyláncát.
A csata tanulságait elemző dánok megállapították, hogy a város a tenger felől továbbra is nagyon sebezhető, és az öböl északi oldalán újabb erődöt építettek; ez lett a Fredriksberg erőd.
II. Károly sir Talbotot tette felelőssé a dán királlyal kötött egyezség balsikeréért. Hazarendelte Dániából, és több érdemleges hivatalt nem adott neki (sir Talbot Plymouth képviselőjeként hamarosan a Parlament tagja lett).

## Fordítás
- Ez a szócikk részben vagy egészben  a   Battle of Vågen című angol Wikipédia-szócikk ezen változatának fordításán alapul.  Az eredeti cikk szerkesztőit annak laptörténete sorolja fel. Ez a jelzés csupán a megfogalmazás eredetét és a szerzői jogokat jelzi, nem szolgál a cikkben szereplő információk forrásmegjelöléseként.
- Ez a szócikk részben vagy egészben  a(z)   Битва у Бергена (1665) című orosz Wikipédia-szócikk ezen változatának fordításán alapul.  Az eredeti cikk szerkesztőit annak laptörténete sorolja fel. Ez a jelzés csupán a megfogalmazás eredetét és a szerzői jogokat jelzi, nem szolgál a cikkben szereplő információk forrásmegjelöléseként.